# John B. Swart
John B. Swart ist ein südafrikanischer Theater- und Filmschauspieler.

## Leben
Swart stammt aus einer kleinen südafrikanischen Stadt, verbrachte allerdings die meiste Zeit in Kapstadt. Seit seinem sechsten Lebensjahr wirkt er in Theaterstücken mit. Nach seiner Schulzeit studierte verschiedene Fächer im Theater- und Filmbereich und arbeitete anschließend als Bühnen- und Lichtdesigner. Neben Englisch spricht er fließend Afrikaans.
Er wirkte bisher in über 15 Theaterproduktionen, auch als Hauptdarsteller, mit. Seit 2016 ist er auch als Filmschauspieler tätig. Er hatte eine der Hauptrollen im Tierhorrorfilm Planet of the Sharks. 2019 durfte er in einer Episode der südafrikanischen Fernsehserie Die Spreeus mitwirken. Im selben Jahr folgte eine Nebenrolle in dem Spielfilm Moffie.

## Filmografie
- 2016: Planet of the Sharks (Fernsehfilm)
- 2019: Die Spreeus (Fernsehserie, Episode 1x07)
- 2019: Moffie

## Theater (Auswahl)
- Hansie & Grietji
- Adolf Wold & the three little Pigs
- Poppie & Bongo
- Dark Sanctuary
- La Betê
- Lunch
- The bald Soprano
- Baby with the Bathwater
- Boks
- Decadence
- Slagoffer-Slagoffer
- Romeo & Julia
- Freak Country
- Aan´t Ete
- Cleansed
- This is for keeps